# Гиетт, Шарль
Каролюс Мария Эммануэл Жозефюс (Шарль) Гиетт (фр. Carolus Maria Emmanuel Josephus (Charles) Guiette; 28 марта 1885, Антверпен — неизвестно) — бельгийский хоккеист на траве, полевой игрок. Бронзовый призёр летних Олимпийских игр 1920 года.

## Биография
Шарль Гиетт родился 28 марта 1885 года в бельгийском городе Антверпен.
Играл в хоккей на траве за «Роял Берсхот» из Контиха.
в 1920 году вошёл в состав сборной Бельгии по хоккею на траве на летних Олимпийских играх в Антверпене и завоевал бронзовую медаль. Играл в поле, провёл 2 матча, мячей (по имеющимся данным) не забивал.
Дата смерти неизвестна.